# Kendale McCullum
Kendale DeShawn McCullum (Elgin (Illinois), 31 de marzo de 1996) es un jugador de baloncesto profesional estadounidense. Mide 1,85 metros y juega en la posición de base, actualmente pertenece a la plantilla del Maccabi Ironi Ramat Gan de la Ligat ha'Al israelí. 

## Carrera deportiva
Es un pívot natural de Elgin (Illinois), formado en la Universidad de Wisconsin-Parkside con sede en Kenosha (Wisconsin), donde jugó durante 3 temporadas la NCAA con los Wisconsin-Parkside Rangers, desde 2014 a 2017. Tras una temporada en blanco, en 2018 forma parte de la Universidad Lewis para disputar la temporada 2018-19 con los Lewis Flyers de la División II de la NCAA.
Tras no ser elegido en el draft de la NBA de 2019, firmó por los Uni Baskets Paderborn de la ProA, la segunda división del país germano, con el que promedió 18.33 puntos en los 27 partidos disputados durante la temporada 2019-20.
En la temporada 2020-21, firma por los Helsinki Seagulls de la Korisliiga, con el que promedia 14.45 puntos en 31 partidos.
El 7 de julio de 2021, el jugador firma por el Gießen 46ers de la Basketball Bundesliga.
El 27 de junio de 2022 fichó por el Hamburg Towers de la Basketball Bundesliga.
El 27 de febrero se comprometió hasta final de temporada con el BC Rytas de la LKL lituana.